# Joseph Stilwell
Joseph Warren Stilwell, född 19 mars 1883 i Palatka, Florida, död 12 oktober 1946 i San Francisco, Kalifornien, var amerikansk militär. Han utnämndes till fyrstjärnig general 1944.
Stilwell, som talade utmärkt kinesiska och japanska, utnämndes 1943 till chef för de amerikanska styrkorna i Sydöstasien och blev rådgivare åt den kinesiske ledaren Chiang Kai-shek. 1943 blev han också utnämnd till ställföreträdare för Louis Mountbatten som var överbefälhavare över de allierades styrkor i området. En av Stilwells uppgifter var att försöka samordna de allierades ansträngningar befria Burmavägen från japansk ockupation i den s.k. Burma-Yunnankampanjen.
Han fick öknamnet Vinegar Joe (Ättiks-Joe) och saknade enligt många samtida varje form av takt. Samarbetet med Chiang och Mountbatten präglades av stora svårigheter och Chiangs hustru var en av de få som kunde åstadkomma någon form av samförstånd mellan Stilwell och Chiang, som starkt ogillade varandra. 
1944 omplacerades Stilwell på grund av samarbetssvårigheterna. I slutet av Stillahavsstriderna ledde han den amerikanska tionde armén, sedan dess befälhavare dödats vid striderna på Okinawa.